# بيث نيلسن شابمان
بيث نيلسن شابمان (بالإنجليزية: Beth Nielsen Chapman)‏ هي عازفة بيانو وكاتبة غنائية ومغنية ومغنية مؤلفة أمريكية، ولدت في 14 سبتمبر 1958 في هارلينغن في الولايات المتحدة.

## وصلات خارجية
- الموقع الرسمي
- بيث نيلسن شابمان على موقع IMDb (الإنجليزية)
- بيث نيلسن شابمان على موقع مونزينجر (الألمانية)
- بيث نيلسن شابمان على موقع ميوزك برينز (الإنجليزية)
- بيث نيلسن شابمان على موقع أول ميوزيك (الإنجليزية)
- بيث نيلسن شابمان على موقع ديسكوغز (الإنجليزية)
- بيث نيلسن شابمان على موقع قاعدة بيانات الفيلم (الإنجليزية)